# Boerlagiomyces
Boerlagiomyces — рід грибів родини Tubeufiaceae. Назва вперше опублікована 1977 року.

## Класифікація
До роду Boerlagiomyces відносять 9 видів:
- Boerlagiomyces costaricensis
- Boerlagiomyces effusus
- Boerlagiomyces grandisporus
- Boerlagiomyces indicus
- Boerlagiomyces lacunosispora
- Boerlagiomyces laxus
- Boerlagiomyces macrosporus
- Boerlagiomyces velutinus
- Boerlagiomyces websteri